# Ariettes oubliées
Les Ariettes oubliées (L 63a; ancien: L 60) sont un cycle de mélodies composé par Claude Debussy sur des poèmes de Paul Verlaine.

## Historique
Elles ont été composées entre 1885 et mars 1887, essentiellement à Rome en 1886. Les deux premières ont été achevées à Paris en mars 1887. Elles sont dédiées à la cantatrice Mary Garden.
Les six poèmes proviennent du recueil Romances sans paroles de Paul Verlaine, paru en 1874. Les trois premiers textes:  C'est l'extase, Il pleure dans mon cœur, L'ombre des arbres, font partie des Ariettes oubliées (nos 1, 3 et 9) ; le quatrième: Chevaux de bois, des Paysages belges (no 4) ; les cinquième et sixième : Green et Spleen, d’Aquarelles (nos 1et 2).
Trois d'entre eux (C'est l'extase, Green et Spleen) ont aussi inspiré Gabriel Fauré.

## Titres
1. C'est l'extase (« C'est l'extase langoureuse », en mi majeur, lent et caressant)
2. Il pleure dans mon cœur (« Il pleure dans mon cœur comme il pleut sur la ville », en sol dièse mineur, modérément animé, triste et monotone)
3. L'Ombre des arbres (dans la rivière embrumée) (en do dièse majeur)
4. Paysages belges : Chevaux de bois (« Tournez, tournez, bons chevaux de bois », en mi majeur, allegro non tanto, « joyeux et sonore »)
5. Aquarelles, 1 : Green (« Voici des fruits, des fleurs, des feuilles », en sol bémol majeur, joyeusement animé)
6. Aquarelles, 2 : Spleen (« Les roses étaient toutes rouges », en fa mineur, lent )

Durée : environ 16 minutes

## Discographie sélective
- Mary Garden, piano : Claude Debussy : 1, 3, 5 (EMI Music) ; 5, 3, 2 (Mis)
- Suzanne Danco, piano : Guido Agosti (Testament)
- Dawn Upshaw, piano : James Levine (Sony)
- Véronique Dietschy, piano : Philippe Cassard (Ades)
- Sandrine Piau, piano : Jos van Immerseel (Naïve)
- Sabine Devieilhe, piano: Alexandre Tharaud (Erato)